# Josep Franch de Pablo
Josep Franch de Pablo (Badalona, Barcelona, 28 de enero de 1991) es un baloncestista español que ocupa la posición de base. Actualmente pertenece a las filas del Caja 87 de la Segunda FEB.

## Trayectoria deportiva
Se formó en el Joventut de Badalona, equipo en el que jugó en su primer equipo dos años. Durante el verano de 2011 el UCAM Murcia hizo una oferta por el base que hizo que el Joventut de Badalona igualase la oferta de tanteo. El 17 de agosto de 2011 una nueva oferta de los murcianos, hizo que  el Joventut de Badalona aceptara dicha oferta. Jugaría con el CB Murcia durante dos años, y después jugaría un año en el CB Sevilla y otro en el San Sebastián Gipuzkoa Basket Club. Después de 4 años sin progresar todo lo que se esperaba de él, baja un peldaño y ficha por el Club Melilla Baloncesto de la Liga LEB. El 30/07/2017 ficha por el Real Betis Energía Plus, club en el que estuvo anteriormente cuando se denominaba CB Sevilla. Al final de la temporada 2017-18 es cortado por el equipo andaluz.
El 16 de julio de 2021, firma por el Bàsquet Girona de la Liga Española de Baloncesto Oro. Tras lograr el ascenso a la Liga ACB, el 31 de enero de 2023, rescinde su contrato con el Bàsquet Girona.
El 2 de febrero de 2023, firma por el CB Estudiantes de la LEB Oro, hasta el término de temporada.
El 19 de julio de 2023, firma por el TAU Castelló de la LEB Oro.
En la temporada 2024-25, regresa a Barcelona para jugar en el CB Prat de la Segunda FEB. El 5 de noviembre de 2024 se anuncia su fichaje por parte del Caja 87.

## Palmarés
- 2007-08 ULEB Cup. DKV Joventut Badalona. Turín. Campeón.
- 2006-07. DKV Joventut. Cadete. Campeón
- Medalla de Plata Europeo Sub-16 Rethimnon (Grecia).
- Medalla de Bronce Selección española Sub-20 en el Eurobasket 2010 de Croacia.
- Medalla de oro Selección española Sub-20 en el Eurobasket 2011 de España. Máximo asistente de la competición, superando las 5 asistencias por partido.
- Ascenso a Liga Endesa. Melilla Baloncesto. Campeones de los Play-Off.
- Nominado como mejor base de la LEB Oro 16/17 según eurobasket.com

## Internacionalidades
- Internacional por España en categorías inferiores
- Selección absoluta de baloncesto, convocado para los entrenamientos de preparación del Mundial 2010[6]